# Miś Kudłatek
Miś Kudłatek – telewizyjny serial animowany dla dzieci, powstały w latach 1971–1973 według scenariusza Władysława Nehrebeckiego, w opracowaniu plastycznym Janusza Stannego. Bohaterami są miś Kudłatek, jego właścicielka Agnieszka oraz pies Łaciatek. Powstał w Studiu Filmów Rysunkowych w Bielsku-Białej.

## Tytuły odcinków
- Podwórko
- W parku
- Przygoda w lesie
- Na wsi
- Na strychu
- Jesienna przygoda
- Nad morzem
- Lalka Agnieszki
- Pierwszy na mecie
- Podniebna podróż
- Leć, ptaszku!
- Kolorowe psoty
- Próba wierności